# Yves (Charente-Maritime)
Yves is een gemeente in het Franse departement Charente-Maritime (regio Nouvelle-Aquitaine). De plaats maakt deel uit van het arrondissement Rochefort. Yves telde op 1 januari 2022 1.508 inwoners.

## Geografie
De oppervlakte van Yves bedroeg op 1 januari 2022 25,75 vierkante kilometer; de bevolkingsdichtheid was toen 58,6 inwoners per km².
De onderstaande kaart toont de ligging van Yves met de belangrijkste infrastructuur en aangrenzende gemeenten.

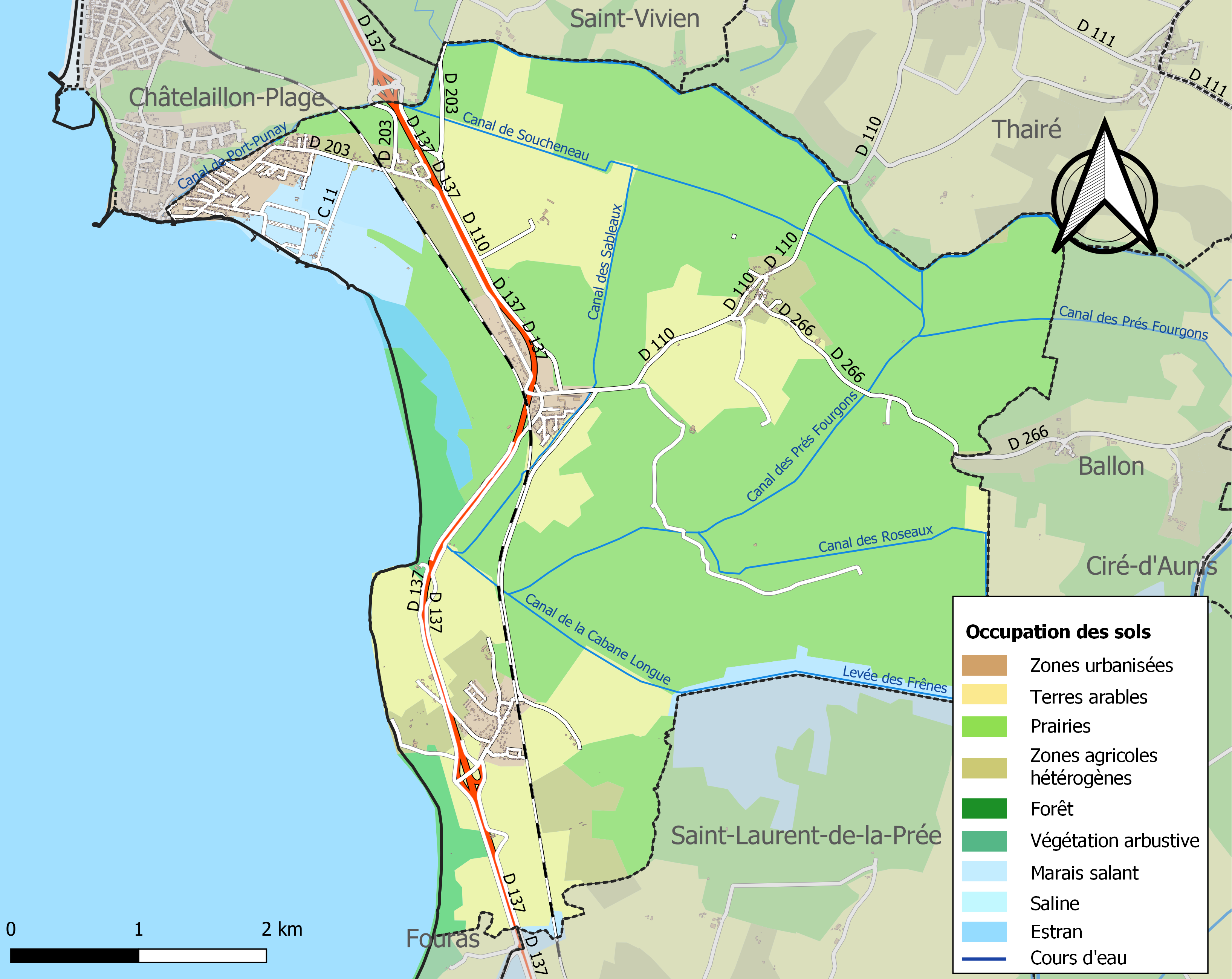

## Demografie
Onderstaande figuur toont het verloop van het inwonertal (bron: INSEE-tellingen).